# Lac Brochu (réservoir Gouin)
Pour les articles homonymes, voir Brochu et Lac Brochu.
Le lac Brochu est un vaste plan d'eau douce de la partie Sud-Est du réservoir Gouin, dans le territoire de la ville de La Tuque, en Haute-Mauricie, dans la région administrative de la Mauricie, dans la province de Québec, au Canada.
Ce lac s’étend dans les cantons de Brochu, de Déziel, de Nevers, d'Aubin et de Brochu.
À la suite de l’érection complétée en 1948 du barrage Gouin, la forme actuelle du lac Brochu a été façonnée par le rehaussement des eaux du réservoir Gouin.
 
Les activités récréotouristiques constituent la principale activité économique du secteur. La foresterie arrive en second.
La route 400, reliant le barrage Gouin au village de Parent (Québec), dessert la partie Sud du lac Brochu, ainsi que les vallées des rivières Jean-Pierre et Leblanc ; cette
route dessert aussi la péninsule qui s’étire vers le Nord dans le réservoir Gouin sur 30,1 km. Quelques routes forestières secondaires sont en usage à proximité pour la foresterie et les activités récréotouristiques.
La surface du lac Brochu est habituellement gelée de la mi-novembre à la fin avril, toutefois la circulation sécuritaire sur la glace se fait généralement du début décembre à la fin de mars.

## Géographie
Le lac Brochu est surtout alimentée dans sa partie Nord par les lacs Magnan (venant du Nord), Nevers (venant de l’Ouest), lac Déziel (lequel vient de l'Est et est alimenté par la rivière Wapous) et la rivière de la Galette (réservoir Gouin) via baie Bouzanquet (venant du Sud). En outre, le lac Brochu reçoit par son bras Sud-Est les eaux des rivières Atimokateiw et de la rivière au Vison.
Du côté Nord, un groupe d’îles sépare le lac Brochu avec le lac Magnan (réservoir Gouin) ; et du côté Ouest, un autre groupe d’île le sépare avec le lac Nevers. La baie du Rocket se situe dans ce dernier groupe d'îles.
Ce lac ressemble à un palmier dont le tronc est penché à 45 degrés vers l’Ouest. Ce lac comporte une longueur de 39,7 km grâce à un bras de 21 km orienté vers le Sud-Est dans le canton d’Aubin, jusqu’à la confluence de la baie Jean-Pierre.
Le niveau du lac Brochu est tributaire du barrage Gouin érigé en 1948. La confluence entre le bras Sud-Est du lac Brochu et la baie Jean-Pierre est localisée à :
- 59,5 km au Sud-Est du centre du village de Obedjiwan lequel est situé sur une presqu’île de la rive Nord du réservoir Gouin ;
- 15,8 km au Sud-Ouest du barrage Gouin ;
- 62,8 km au Nord-Ouest du centre du village de Wemotaci (rive Nord de la rivière Saint-Maurice) ;
- 152 km au Nord-Ouest du centre-ville de La Tuque ;
- 259 km au Nord-Ouest de l’embouchure de la rivière Saint-Maurice (confluence avec le fleuve Saint-Laurent à Trois-Rivières)[1].

Les bassins versants voisins du « lac Brochu » sont :
- côté nord : lac Magnan (réservoir Gouin), lac McSweeney, rivière Pokotciminikew, rivière Wapous ;
- côté est : lac Déziel, Petit lac Brochu, lac du Déserteur, baie Kikendatch, rivière Wapous, rivière au Vison, rivière au Vison Ouest ;
- côté sud : rivière Jean-Pierre, rivière Leblanc (réservoir Gouin), rivière Atimokateiw, baie Jean-Pierre ;
- côté ouest : baie Bouzanquet, lac Nevers, baie Marmette Sud, baie Kettle, rivière de la Galette (réservoir Gouin), rivière Leblanc (réservoir Gouin).

Principales baies : baie Jean-Pierre, baie du Lion d’Or, baie Wacipemakak, baie à Brochets, baie Wacipemakak, baie Julien, baie Kikendatch.
Principales îles : Île aux Femmes, île Kaminictikotanak, île aux Trembles.
Le courant provenant du Nord-Ouest du réservoir Gouin traverse le lac Brochu vers le Sud-Est jusqu’à la confluence de la baie Jean-Pierre que le courant traverse dans sa partie Nord vers l’Est jusqu’à l’entrée de la baie Kikendatch. De là, le courant se dirige vers l’Est sur 12,0 km jusqu’au barrage Gouin. À partir de ce barrage, le courant emprunte la rivière Saint-Maurice jusqu’à Trois-Rivières.

## Toponymie
Cet hydronyme qui a été officialisé en 1935 par la Commission de géographique du Québec, évoque l’œuvre de vie de Michel-Delphis Brochu (Saint-Lazare-de-Bellechasse, 1853 - Québec, 1933), médecin et professeur à la Faculté de médecine de l'Université Laval. Aliéniste, Brochu agit au début du XXe siècle comme directeur général de l'asile de Beauport, établissement nommé par
la suite « Hôpital Saint-Michel-Archange », puis désigné « Centre hospitalier Robert-Giffard » lequel est maintenant désigné Institut universitaire en santé mentale de Québec. Il est connu également pour avoir été le promoteur du Premier congrès des médecins de langue française en Amérique tenu à Québec (ville), au Château Frontenac, en 1902, de même que le premier président de l'Association des médecins de langue française de l'Amérique du Nord.
Le toponyme "Lac Brochu" a été officialisé le 18 décembre 1986 par la Commission de toponymie du Québec.